# Berliner Ensemble

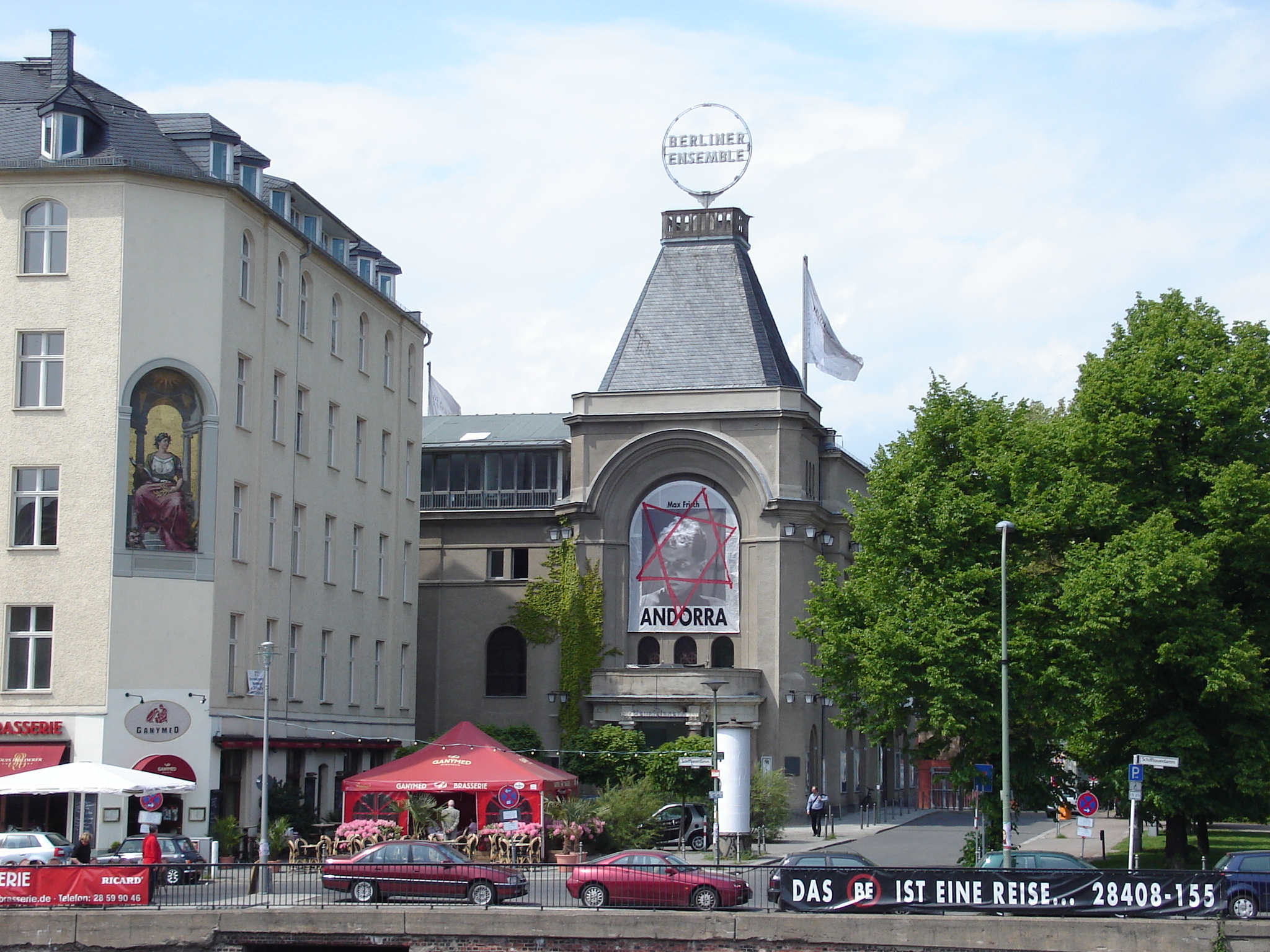
Berliner Ensemble (Theater am Schiffbauerdamm) visto da margem oposta do Rio Spree

Berliner Ensemble é uma companhia de teatro alemã fundada pelo dramaturgo Bertolt Brecht e por sua mulher, a atriz Helene Weigel, em janeiro de 1949, situada atualmente em Berlim no Theater am Schiffbauerdamm. 

## Antecedentes
As primeiras produções do Berliner Ensemble foram apresentadas no Deutsches Theater, situado na Schumannstrasse 13a. Apenas em 1954 o Berliner consegue um teatro próprio, mudando-se para o Theater am Schiffbauerdamm.
O Theater am Schiffbauerdamm fora importante na vida teatral alemã pré-Nazista pela qualidade de seu repertório, principalmente pelas produções de Max Reinhardt, seu diretor judeu-austríaco entre 1903 a 1933 e pelas estreias de importantes peças do início da carreira de Bertolt Brecht: Ópera dos Três Vinténs (Die Dreigroschenoper) (31 de agosto de 1928), Happy End (musical) em co-autoria com Kurt Weill e Elisabeth Hauptmann (setembro de 1929) e A Mãe (Die Mutter) (17 de janeiro de 1932). Está situado às margens do rio Spree, no distrito de Mitte, na parte central de Berlim. Fundado em 1892, seu nome original foi Neues Theater, local de apresentação de inúmeras operetas. A praça onde se situa o Theater am Schiffbauerdamm tem hoje o nome de Bertolt-Brecht-Platz.

## O Berliner Ensemble no tempo de Brecht
Entre a equipe que trabalhou bem próximo a Brecht estavam os compositores Paul Dessau e Hanns Eisler, assim como a dramaturga Elisabeth Hauptmann. Outros colaboradores do Berliner foram Benno Besson, Egon Monk, Peter Palitzsch e Manfred Wekwerth, que dirigiram peças que Brecht ainda não havia encenado. Os cenógrafos do Berliner nessa época foram Caspar Neher e Karl von Appen
Entre as técnicas conhecidas do Berliner Ensemble estavam um longo e meticuloso período de ensaio, frequentemente durando muitos meses. Cada produção era documentada com fotos para um Modellbuch (cadernos de direção) contendo 600 a 800 fotografias da cena. Brecht também instituiu o dramaturg, uma espécie de observador que assistia a montagem discutindo os signos e  a interpretação que se desenvolviva e discutia-se os significados obtidos nos ensaios em relação aos objetivos iniciais.
Brecht não escreveu nenhum texto para o Berliner Ensemble, mas remontou suas peças Mãe Coragem e Seus Filhos em 1949, Círculo de Giz Caucasiano e, com Erich Engel, A Vida de Galileo.  Depois da morte de Brecht, três peças suas A Resistível Ascensão de Arturo Ui, Schweik na Segunda Guerra Mundial e As Visões de Simone Machard tiveram suas estreias no Ensemble.
Depois da morte de Brecht, em 1956, Weigel continua dirigindo o Berliner Ensemble, até seu falecimento em 1971. Assumindo então Manfred Wekwerth e depois Ruth Berghaus. 

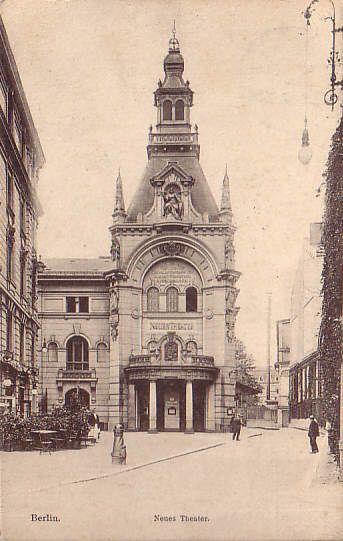
Cartão postal do teatro quando ainda se chamava Neues Theater por volta de 1908

Em 1992, depois da queda do Muro de Berlim, a prefeitura de Berlim indicou cinco diretores para servirem como seus diretores gerais: Peter Zadek, Peter Palitsch, Heiner Müller, Fritz Marquardt and Matthias Langhoff. Em 1993 a companhia foi privatizada, mas continua a receber subsídios federais.

## Sucesso mundial
Muitos críticos apontam o sucesso mundial do Berliner, a companhia de Brecht, depois da apresentação feita em Paris com seu espetáculo Mãe Coragem e Seus Filhos (Mutter Courage und ihre Kinder), em 1954 e depois com o O Círculo de Giz Caucasiano (Der kaukasische Kreidekreis), em 1955.

## Arquitetura
O edifício, projetado por Heinrich Seeling, num estilo neobarroco, foi construído entre 1891 e 1892. Gravemente afetado pela guerra foi regenerado com uma fachada mais simples que a original. A parte interna foi mantida intacta, incluindo-se o estilo neo-barroco de Ernst Westphal.